# Costas Kounnas
Costas Christou Kounnas (* 23. Januar 1952 in Famagusta; † 21. Januar 2022) war ein  zyprisch-französischer theoretischer Physiker (Stringtheorie, Supersymmetrie, Supergravitation, GUTs, Quantenchromodynamik).

## Werdegang
Costas Kounnas ging in Famagusta zur Schule (Greek High School for Boys, Abschluss 1969), studierte Physik und Mathematik in Athen und setzte sein Studium 1975 mit einem Stipendium der französischen Regierung an der École normale supérieure (ENS) in Paris fort, an der er 1981 promoviert wurde. Danach war er am CERN (1982 bis 1984) und der University of California, Berkeley (1984 bis 1987), bevor er 1987 als Forschungsdirektor des CNRS an die ENS zurückkehrte. 1992 bis 1999 war er außerdem am CERN.
Er war Gastprofessor an der Stanford University, der University of California, Los Angeles, und der Harvard University.
Mit Ignatios Antoniadis und Constantin Bachas entwickelte er 1987 Superstringmodelle in vier Dimensionen. Er war an der Aufklärung der Eigenschaften der Supergravitation beteiligt und deren Einfluss auf bzw. Beziehung zur Stringtheorie. Er befasste sich auch mit String-Kosmologie.
1995 erhielt er den Paul-Langevin-Preis und 2013 den Gay-Lussac-Humboldt-Preis. Er erhielt einen Humboldt-Forschungspreis, mit dem er 2014 bei Dieter Lüst an der Universität München war.
Während des Studiums in Paris heiratete er die aus Famagusta stammende Kakias, mit der er einen Sohn hatte.

## Schriften (Auswahl)
- mit E. G. Floratos, R. Lacaze: Higher order QCD effects in inclusive annihilation and deep inelastic scattering, Nucl. Phys. B, Band 192, 1981, S. 417–462
- mit Eugène Cremmer, Sergio Ferrara, Dimitri Nanopoulos: Naturally vanishing cosmological constant in N= 1 supergravity, Phys. Lett. B, Band 133, 1983, S. 61–66
- mit John Ellis, D. V. Nanopoulos: No-scale supersymmetric GUTs, Nucl. Phys. B, Band 247, 1984, S. 373–395
- mit J. Ellis, D. V. Nanopoulos: Phenomenological SU (1, 1) supergravity, Nucl. Phys. B, Band 241, 1984, S. 406–428
- mit A. B. Lahanas, D. V. Nanopoulos, M. Quirós: Low-energy behaviour of realistic locally-supersymmetric grand unified theories, Nucl. Phys. B, Band 236, 1984, S. 438–466
- mit E. Cremmer, A. Van Proeyen, J. P. Derendinger, S. Ferrara: B. de Wit, L. Girardello: Vector multiplets coupled to N= 2 supergravity: super-Higgs effect, flat potentials and geometric structure, Nucl. Phys. B, Band 250, 1985, S. 385–426
- mit S. Ferrara, M. Porrati: General dimensional reduction of ten-dimensional supergravity and superstring, Phys. Lett. B, Band 181, 1986, S. 263–268
- mit I. Antoniadis, C. Bachas: Four-dimensional Superstrings. In: Nucl. Phys. B, Band 289, 1987, S. 87–108
- mit M. Porrati: Spontaneous supersymmetry breaking in string theory, Nucl. Phys. B, Band 310, 1988, S. 355–370
- mit S. Ferrara, M. Porrati, F. Zwirner: Superstrings with spontaneously broken supersymmetry and their effective theories, Nucl. Phys. B, Band 318, 1989, S. 75–105
- mit J. P. Derendinger, S. Ferrara, F. Zwirner: On loop corrections to string effective field theories: field-dependent gauge couplings and σ-model anomalies, Nucl. Phys. B, Band 372, 1992, S. 145–188
- mit S. Ferrara, F. Zwirner: Mass formulae and natural hierarchy in string effective supergravities, Nucl. Phys. B, Band 429, 1994, S. 589–625
- mit  Nicolaos Toumbas: Aspects of String Cosmology, Corfu Summer Institute 2012, Arxiv